# Pyramid Lake (Nevada)
Der Pyramid Lake [ˈpɪrəmɪd ˌleɪk] (wörtlich „Pyramidensee“) ist ein abflussloser See im US-Bundesstaat Nevada. Er hat eine Fläche von 487 km² und befindet sich etwa 60 km nordöstlich von Reno im Großen Becken. Der etwa 40 km lange und 20 km breite See wird über den Truckee River vom Lake Tahoe gespeist.
Der See ist von steppenhaft-wüstenartigen Landschaften umgeben. Er ist ein Überbleibsel des Lake Lahontan, eines nacheiszeitlichen Sees; ein nicht weit entfernter Stausee trägt heute noch diesen Namen (Lahontan Reservoir). Trotz der recht reichhaltigen Wasserzufuhr, die er vom Truckee River bekommt, nimmt sein Wasserinhalt stetig ab, da im heißen und trockenen Wüstenklima die Verdunstung größer ist als die Menge des zufließenden Wassers. Der Salzgehalt liegt bei etwa 1/6 dessen von Meerwasser.
Im Süden des Sees befindet sich die 2,567 km² große Insel Anaho Island, die wegen ihrer Tuff-Formationen bekannt ist. Sie beherbergt eine große Kolonie des Nashornpelikans. Zwei Kilometer nordöstlich von Anaho Island und 175 Meter von östlichen Seeufer liegt die kleine namensgebende Insel The Pyramid. Sie hat einen Grundriss von 208 mal 143 Metern, eine Fläche von rund zwei Hektar, und eine Höhe von 105 Metern über dem Seespiegel.
Im Umfeld des Sees, im heute ausgetrockneten Winnemucca Lake jenseits der Lake Range, wurden großflächige Petroglyphen gefunden, die durch Tuffschichten über den Ritzungen auf ein Alter zwischen 14.800 und 10.300 Jahren datiert werden können. Sie sind die ältesten bekannten Petroglyphen Nordamerikas und ein Zeichen für frühe kulturelle oder künstlerische Tätigkeiten.

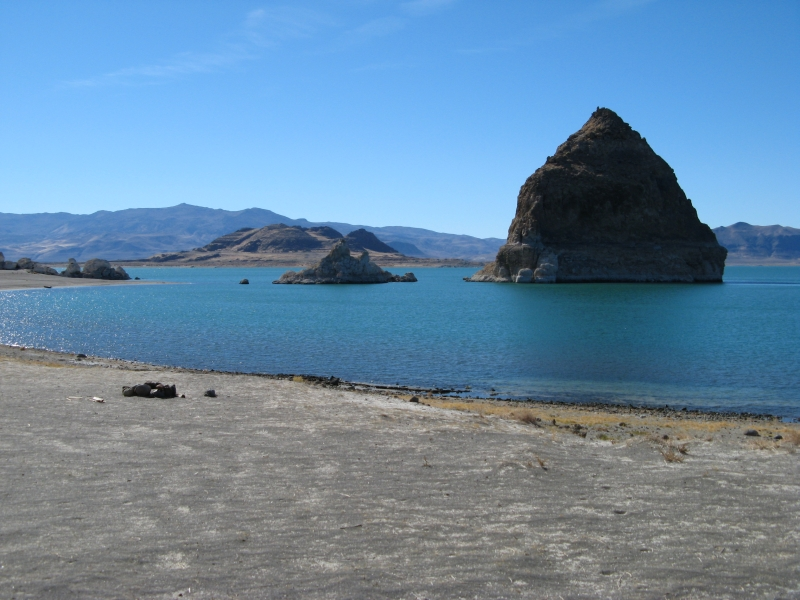
Namensgebende Felseninsel The pyramid
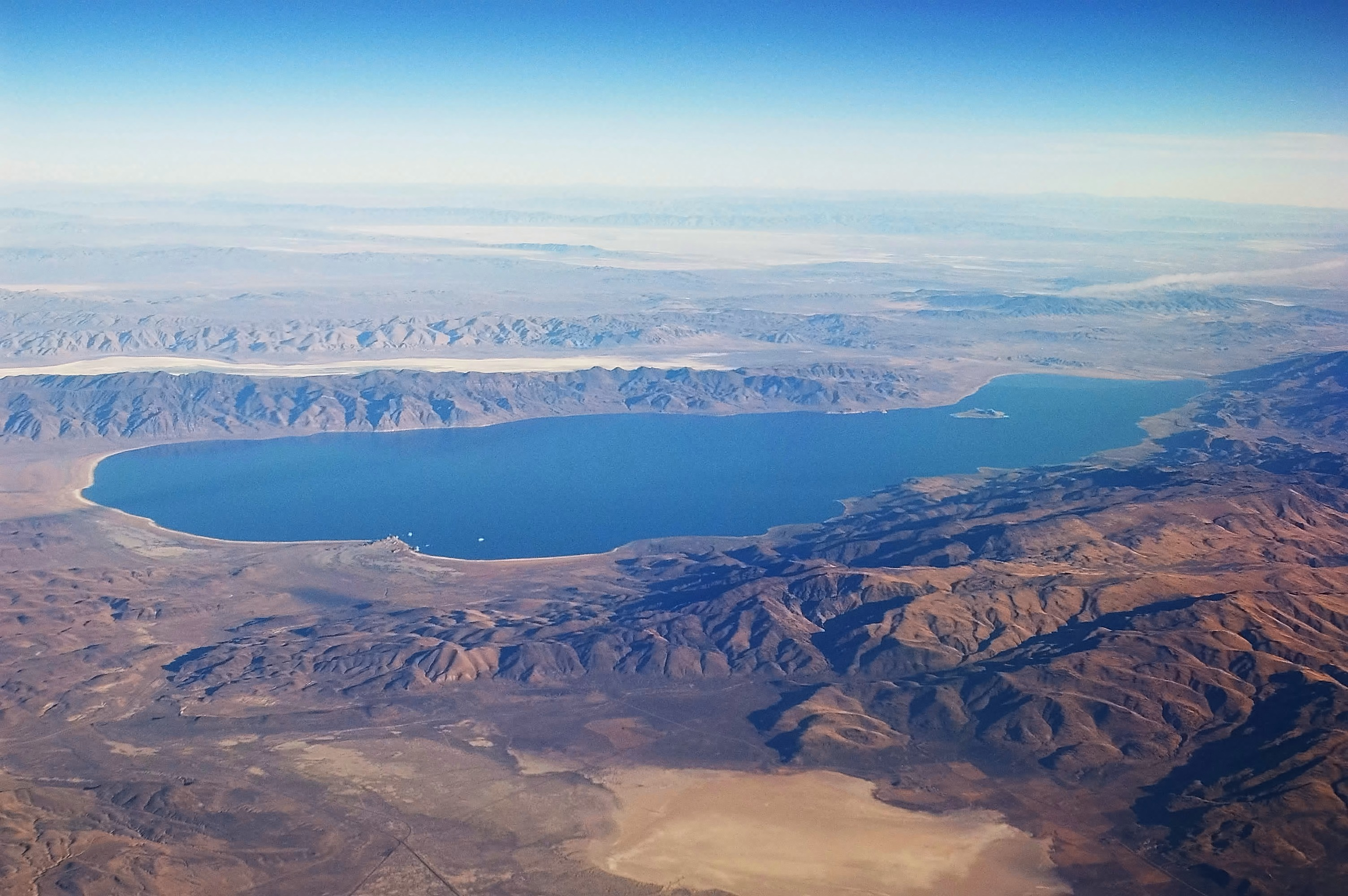
Luftaufnahme
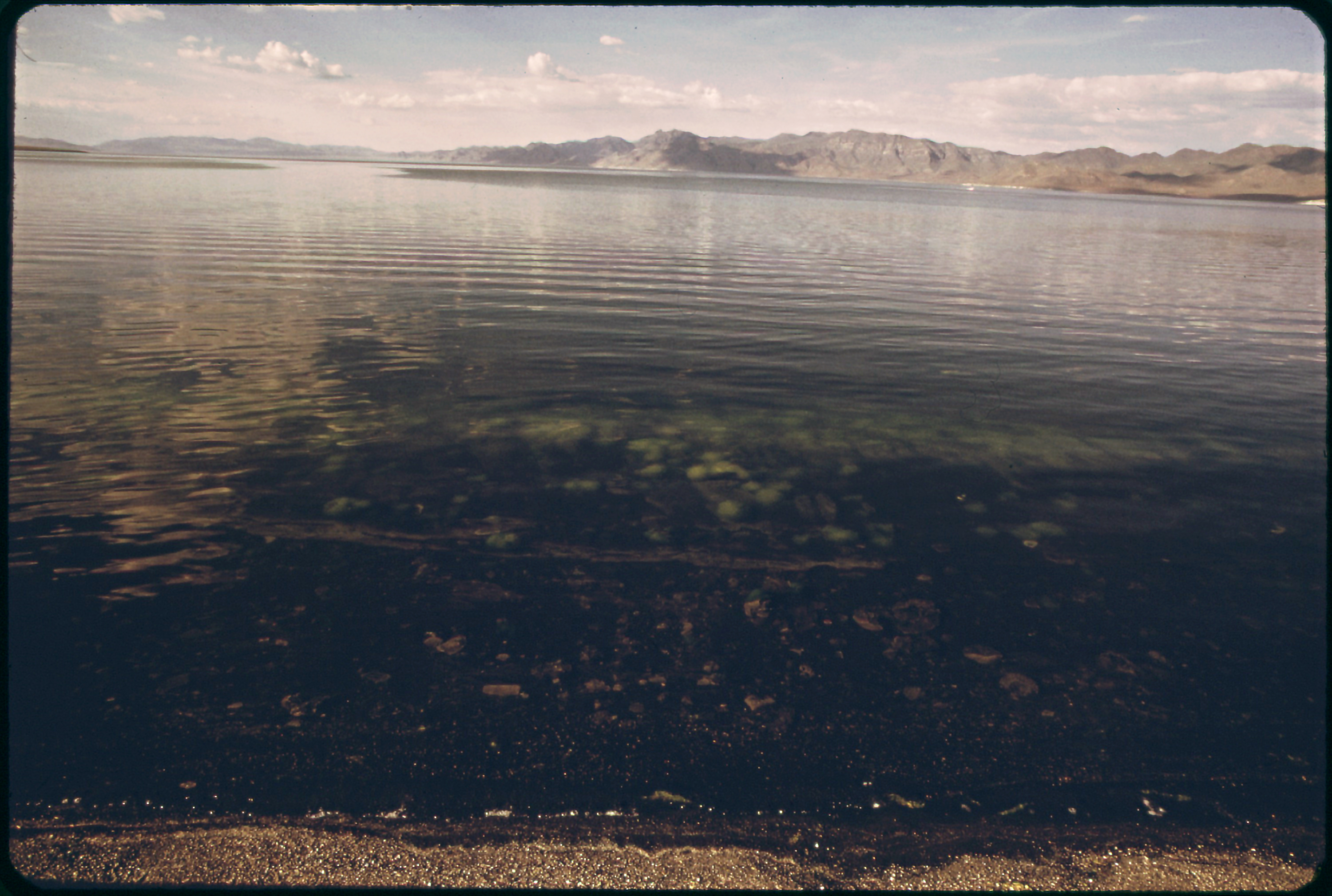
Blick direkt ans Ufer. Unter Wasser sind Algen zu sehen (Foto vom Mai 1973).
Karte des Nordwestens der Vereinigten Staaten während des Pleistozäns rund 17.500 Jahre vor unserer Zeit